# Rapino
Rapino ist eine italienische Gemeinde (comune) mit 1158 Einwohnern (Stand 31. Dezember 2023) in der Provinz Chieti in den Abruzzen. Die Gemeinde liegt
etwa 15 Kilometer südsüdöstlich von Chieti am Nationalpark Majella und gehört zur Comunità montana della Maielletta.

## Verkehr
Durch die Gemeinde führt die Strada Statale 81 Piceno Aprutina von Ascoli Piceno nach Casoli.